# Croatian Bol Ladies Open 1998
Il Croatian Bol Ladies Open 1998 è stato un torneo di tennis giocato sulla terra rossa. È stata la 5ª edizione del torneo, che fa parte della categoria Tier IV nell'ambito del WTA Tour 1998. Si è giocato a Bol in Croazia, dal 27 aprile al 3 maggio 1998.

## Campionesse

### Singolare
Mirjana Lučić hanno battuto in finale  Corina Morariu con il punteggio di 6–2, 6–4.

### Doppio
Laura Montalvo /  Paola Suárez hanno battuto in finale  Joannette Kruger /  Mirjana Lučić per Walkover